# Верх-Бобровка (Красноуфімський міський округ)
Верх-Бобро́вка (рос. Верх-Бобровка) — присілок у складі Красноуфімського міського округу (Натальїнськ) Свердловської області.
Населення — 120 осіб (2010, 134 у 2002).
Національний склад станом на 2002 рік: росіяни — 99 %.
Стара назва — Верхня Бобровка.